# Orestis Laskos
Orestis Laskos (en grec modern :Ορέστης Λάσκος; Eleusis, 11 de novembre de 1907 - Atenes, 17 d'octubre de 1992) va ser un poeta, actor, guionista, dramaturg, director de teatre i cinema grec.

## Biografia
Orestis Laskos va començar a estudiar medicina abans d'abandonar-la per seguir els cursos de l'escola d'art dramàtic Dimitris Rondiris. El 1927, va ser «descobert» per Dimítrios Gaziadis que li va fer signar un contracte d'actor, amb la seva companyia de producció, Dag-film. Paral·lelament a la seva carrera d'actor, Laskos va començar com a escriptor sota el pseudònim Very Slove.
El 1931 va realitzar la seva primera pel·lícula Dafnis kai Chloe, amb la qual va aconseguir renom internacional. Tanmateix, va preferir dedicar-se a l'escriptura, sobretot la poesia, així com el teatre especialment el musical. Va arribar a la realització, el 1945, amb els Cœurs brisés. Encara que va seguir amb la seva dedicació la literatura.
De fet va començar la seva carrera com a director prolífic el 1953 i que va continuar fins a 1971, quan es va jubilar.

## Filmografia
Com a director (55 pel·lícules):
- Dafnis kai Hloi (1931)
- O prigips ton aliton (1932)
- Ragismenes kardies... (1945)
- I oraia tou Peran (1953)
- I agnostos (1954)
- Golfo (1955)
- Makrya ap' ton kosmo (1958)
- I ftoheia thelei kaloperasi (1958)
- Gerakina (1958)
- Sarakatsanissa (1959)
- Na zisoun ta ftohopaida (1959)
- Nyhtes sto Miramare (1960)
- Antio zoi (1960)
- To exypno pouli (1961)
- Oi haramofaides (1961)
- Ftohadakia kai leftades... (1961)
- Min eidate ton Panai? (1962)
- O gabros mou, o dikigoros! (1962)
- Lafina (1962)
- Dyo manes sto stavro tou ponou (1962)
- Deka meres sto Parisi (1962)
- Zileia (1963)
- Tyfla na'hei o Marlon Brando (1963)
- Triti kai 13 (1963)
- Mikroi kai megaloi en drasei (1963)
- O emiris kai o kakomoiris (1964)
- O eaftoulis mou (1964)
- Kosmos kai kosmakis (1964)
- Allos... gia to ekatommyrio! (1964)
- To prosopo tis imeras (1965)
- Praktores 005 enantion Hrysopodarou (1965)
- O ouranokatevatos (1965)
- Beethoven kai bouzouki (1965)
- Na zi kaneis i na mi zi? (1966)
- Fouskothalassies (1966)
- To ploio tis haras (1967)
- To koritsi tis orgis (1967)
- O modistros (1967)
- O hazobabas (1967)
- O gerontokoros (1967)
- Nymfios, anymfeftos (1967)
- Gia poion htypa i... koudouna (1968)
- O tsahpinis (1968)
- O boufos (1968)
- To stravoxylo (1969)
- Dafnis kai Hloi: Oi mikroi erastai (1969)
- To paidi tis mamas (1970)
- O apithanos (1970)
- O aetos ton sklavomenon (1970)
- Tis zileias ta kamomata (1971)
- Omorfopaida (1971)
- I krevvatomourmoura (1971)
- Diakopes stin Kypro mas (1971)